# Юдино (Білохолуницький район)
Ю́дино (рос. Юдино) — присілок у складі Білохолуницького району Кіровської області, Росія. Входить до складу Ракаловського сільського поселення.
Населення поселення становить 111 осіб (2010, 169 у 2002).
Національний склад станом на 2002 рік — росіяни 98 %.